# Knud Romer
Knud Voll Romer Jørgensen (Nykøbing Falster, 1960. október 21. –) dán író.

## Iskolái és munkái
Knud Romer a nykøbingi székesegyházi iskolában érettségizett. Irodalmat tanult a Koppenhágai Egyetemen, de nem fejezte be a programot.
Romer a Kunde & Co. reklámszakembere lett, majd önálló vállalkozó.

## Autoritás
Romer 1998-ban a Din store idiot című antológia társszerkesztőjeként debütált könyvíróként, 2000-ben pedig kiadta a Guide til Københavns offentlige toiletter (Útmutató Koppenhága nyilvános WC-ihez) című kötetet.
2006-ban Den som blinker er bange for døden (Aki pislog, fél a haláltól) című regényével debütált. A regény a szerző Nykøbing Falsterben, dán apával és német anyával, Hildegard Vollal nevelkedését írja le, akinek nemzetisége miatt a fiát zaklatni és piszkálni kezdték.
Emlékiratai a 2018-ban megjelent Kort over Paradis című kötetben folytatódnak.

## Karrier
Knud Romer az elektronikus médiában a DR2-n futó Smagsdommerne című televíziós magazin kulturális kritikusaként és a Radio24syv-en sugárzott Romerriget című rádióműsor házigazdájaként ismert.
1998-ban Lars von Trier Idióták című filmjében Axel reklámszakembert alakította.
Knud Romer a szerzője a P1 Filosoffen, forfatteren og fremtidskvinden című műsorának (28 műsor, amelyet négy időszakban sugároztak - 2007 májusában, 2009 januárjában, 2010 decemberében és 2011 áprilisában), Ole Fogh Kirkebyvel és Anne Skare Nielsennel együtt.
A Spleen United zenekar „Sunset To Sunset” című kislemezén is szerepel, ahol egy rövid monológot mond el.
Különböző újságokban kommentátorként is megveti a lábát: cikkeket és véleménycikkeket ír.
Romer Dániáról azt mondja: „Sokkal németebbek vagyunk, mint gondolnánk. De az 1864-es háború és a második világháború után hátat fordítottunk egymásnak, és természetellenes határt húztunk a két ország közé, ahol az átmenet tulajdonképpen zökkenőmentes. Elvesztettük szem elől, hogy mi a közös bennünk, mert valójában csak germánok vagyunk Bécstől kezdve Németországon, Dánián, Svédországon, Norvégián át egészen Izlandig”.
Romernél 2018-ban glaukómát diagnosztizáltak. Továbbra is ír és előadásokat tart.

## Könyvei
- Din store idiot (1998)
- Guide til Københavns offentlige toiletter (2000)
- Den som blinker er bange for døden (2006)
- ABC (2014)
- Velkommen udenfor (2014)
- Kort over Paradis (2018)
- Pigen i violinen (2021)
- Den Svenske Konges Hemmelige Marmeladeopskrift (2023)

### Magyarul megjelent
- Aki pislog, fél a haláltól (Den som blinker er bange før døden) – Polar Egyesület, Budapest, 2009 · ISBN 9789638829603 · fordította: Bogdán Ágnes

## Díjak és kitüntetések
Forfatterskabet af Den som blinker er bange for døden gav Romer følgende priser og æresbevisninger:
- BG Banks Debutantpris
- Statens Kunstfonds Produktionspræmie
- Boghandlerklubbens hæderspris
- De Gyldne Laurbær
- Weekendavisens litteraturpris

## Magánélete
Knud Romer német anya és dán apa gyermekeként Nykøbing Falsterben nőtt fel. Korábban Andrea Rebekka Alsted hegedűművésznő házastársa volt, akivel két gyermeke van.

## Fordítás
- Ez a szócikk részben vagy egészben  a   Knud Romer című dán Wikipédia-szócikk fordításán alapul.  Az eredeti cikk szerkesztőit annak laptörténete sorolja fel. Ez a jelzés csupán a megfogalmazás eredetét és a szerzői jogokat jelzi, nem szolgál a cikkben szereplő információk forrásmegjelöléseként.